# Rödfläckigt jordfly
Rödfläckigt jordfly, Xestia alpicola är en fjärilsart som först beskrevs av Johan Wilhelm Zetterstedt 1839. Rödfläckigt jordfly ingår i släktet Xestia, och familjen nattflyn, Noctuidae. Enligt den svenska rödlistan är arten nära hotad, NT, i Sverige. Arten har en livskraftig (LC) population i Finland. Tre underarter finns listade i Catalogue of Life, Xestia alpicola alpina Humphreys & Westwood, 1843, Xestia alpicola carnica Hering, 1846 och Xestia alpicola ryffelensis Oberthür, 1904.